# Danta di Cadore
Danta di Cadore es una localidad italiana de la provincia de Belluno, región de Véneto , con 512 habitantes.

## Evolución demográfica
| Gráfica de evolución demográfica de Danta di Cadore entre 1861 y 2001 |
|                                                                       |
| Fuente ISTAT - elaboración gráfica de Wikipedia                       |